# Regionalarmee Zentralchina
Die Regionalarmee Zentralchina (jap. 中支那方面軍, Naka Shina hōmengun) war von 1937 bis 1938 eine der Regionalarmeen des Kaiserlich Japanischen Heeres.

## Geschichte
Die Regionalarmee Zentralchina wurde am 7. November 1937 unter dem Kommando von General Matsui Iwane in Shanghai aufgestellt und unterstand dem Daihon’ei, dem Kaiserlichen Hauptquartier des Heeres und der Marine. Sie bestand aus der 10. Armee und der Shanghai-Expeditionsarmee. Ab 1. Dezember nahm sie an der Schlacht um Nanking teil. Nach Einnahme der Stadt nahmen Einheiten der Regionalarmee Zentralchina am Massaker von Nanking teil.
Die Regionalarmee Zentralchina wurde am 14. Februar 1938 in Nanking aufgelöst, als General Matsui wegen der Massaker nach Japan zurückbeordert wurde. An ihrer Stelle wurde die Zentralchina-Expeditionsarmee unter Hata Shunroku gebildet.

## Oberbefehlshaber
|                  | Name                       | Von              | Bis              |
| ---------------- | -------------------------- | ---------------- | ---------------- |
| Oberbefehlshaber | General Matsui Iwane       | 30. Oktober 1937 | 14. Februar 1938 |
| Stabschef        | Generalmajor Tsukada Osamu | 2. November 1937 | 14. Februar 1938 |

## Untergeordnete Einheiten
- 10. Armee (ca. 100.000 Mann)
- Shanghai-Expeditionsarmee (ca. 200.000 Mann)